# Arthur Bernède
Arthur Bernède, noto anche con lo pseudonimo di Jean de la Périgne e Roland d'Albret (Redon, 5 gennaio 1871 – Parigi, 20 marzo 1937), è stato uno scrittore e sceneggiatore francese.

## Biografia
Autore molto prolifico, ha pubblicato quasi 200 romanzi di avventura e di storia e creato centinaia di personaggi romanzeschi di cui alcuni, come Belfagor o Judex. 
Ha scritto anche su Vidocq.
È stato membro della Massoneria francese.

## Opere

### Romanzi
- Belfagor (Belphégor, 1925)
- Judex (1916)
- Mandrin
- Vidocq
- Le Masque de fer

### Melodramma
- Sapho
- L'Aube rouge.

## Filmografia

### Soggetto
- Coeur de Française, regia di Gaston Leprieur (1916)
- Chantecoq, regia di Henri Pouctal (1916)
- Méphisto, regia di Henri Debain, Georges Vinter (1930)
- Judex 34, regia di Maurice Champreux (1934)
- La Loupiote, regia di Jean Kemm (1937)
- Mandrin, regia di René Jayet (1947)
- L'indomabile (Mandrin), regia di Jean-Paul Le Chanois (1962)
- L'uomo in nero (Judex), regia di Georges Franju (1963)
- Belfagor o Il fantasma del Louvre (Belphegor) di Claude Barma - serie tv (1965)
- 1973 Chantecoq di Henri Pouctal - dal suo romanzo
- 1973 Poker d'As di Hubert Cornfield - dal romanzo
- 2001 Belfagor - Il fantasma del Louvre di Jean-Paul Salomé - dal romanzo
- Belfagor, regia di Jean-Christophe Roger – serie animata (2001)

### Sceneggiatore
- Judex, regia di Louis Feuillade (1916)
- La Nouvelle Mission de Judex, regia di Louis Feuillade (1917)
- Impéria, regia di Jean Durand
- 1921 L'Homme aux trois masques di Émile Keppens, René Navarre - sceneggiatore
- 1921 L'aiglonne di Émile Keppens, René Navarre - sceneggiatore
- 1922 La loupiote di Georges Hatot - sceneggiatura
- 1923 Tao di Gaston Ravel - sceneggiatura
- 1923 Vidocq di Jean Kemm - dal suo romanzo
- 1923 Ferragus di Gaston Ravel - sceneggiatura
- 1924 Mandrin di Henri Fescourt - storia e sceneggiatura
- 1925 Les Misérables di Henri Fescourt - sceneggiatura
- 1925 Jean Chouan di Luitz-Morat - sceneggiatura
- Les cinq sous de Lavarède, regia di Maurice Champreux (1927)
- 1927 Poker d'as di Henri Desfontaines - dal suo romanzo
- Belfagor, regia di Henri Desfontaines – serial cinematografico (1927)
- L'Argent, regia di Marcel L'Herbier (1928)
- Judex 34, regia di Maurice Champreux (1934)